# スイスの宗教改革

## スイスと福音主義
ドイツでルターによって宗教改革の火蓋が切られた頃、スイスでもほぼ同時にツヴィングリによって福音主義的改革が進行していた。ツヴィングリは改革の半ばで戦場に斃れ、その事業は頓挫したが、ジュネーヴにカルヴァンが現れ、より厳格な改革を実行した。当初は非常に非寛容で妥協を許さなかったカルヴァン主義であるが、各国で政治権力により迫害を受けるようになると、「寛容」を主張して変貌し、近代的な政教分離の主張へとつながった。

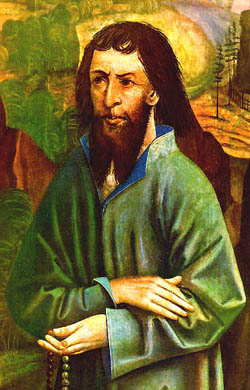
ニコラウス・フォン・フリューエ
----
15世紀後半盟約者団の間で対立が表面化し始めていたが、隠修士として尊敬を集めていた聖ニコラウスの呼びかけによって、諸邦は再び結束し、シュタンス協定を結んで内部抗争の調停方法を定めた。ヴィルヘルム・テルと並んでスイスの国民的英雄である

12世紀末ごろまでは神聖ローマ帝国辺境に過ぎなかったスイスは、13世紀の初め頃に南北に貫通する街道が開通すると、一転交通の要衝となった。このことによりスイスは、近隣に支配を拡大しようとしていたハプスブルク家と戦略的価値を重視する皇帝の争奪の的となることとなった。1231年皇帝フリードリヒ2世によってドイツ統治を任されていたハインリヒはウーリ地方に証書を発給し、この地方を帝国直属とした。帝国直属という地位は帝国都市と同等であり、他の諸侯の影響を受けないことから「帝国自由」と呼ばれ、国家形成に通じる自治を可能にするものであった。
1239年には同じくシュヴィーツ地方も帝国直属の地位を獲得した。やがてウーリ州が自治権を獲得し、シュヴィーツ州、ウンターヴァルデン州と1291年に永久盟約を結んだ。これはラント平和令の延長線上に、域内でのフェーデの制限・禁止を目的としたものであった。ヴィルヘルム・テルの物語はスイスの国民意識が高まった15世紀中ごろに世に広まりはじめたものである。
1314年冬、放牧地を巡る争いからシュヴィーツがアインジーデルン修道院を襲撃すると、これを口実にハプスブルク家のフリードリヒ美王は1315年11月15日大軍をもって侵攻したが、モルガルテン山からの奇襲攻撃によって敗北を喫した（モルガルテンの戦い）。1499年、皇帝マクシミリアン1世がハプスブルク家の古領を回復しようと戦争を仕掛けたが（シュヴァーベン戦争）、盟約者団はこれを撃退し、事実上神聖ローマ帝国から独立した。1513年のアペンツェル同盟において13州の形となり、今日のスイスの基本的な国家枠組みの基礎となる十三邦同盟体制が確立され、この体制が1798年まで維持された。
ヨーロッパ有数の軍事力を持つ国家となったスイスは、イタリア戦争に介入し、1513年のノヴァーラの戦いでフランス軍を大敗させ、ミラノを中心とするロンバルディア地方に覇権を確立したかに見えた。しかし1515年にルイ12世が没し、フランソワ1世が登位すると、同年のマリニャーノの戦いで盟約者団はこの若き王に敗北し、南方へ向けての膨張の夢は潰えた。

## ツヴィングリ

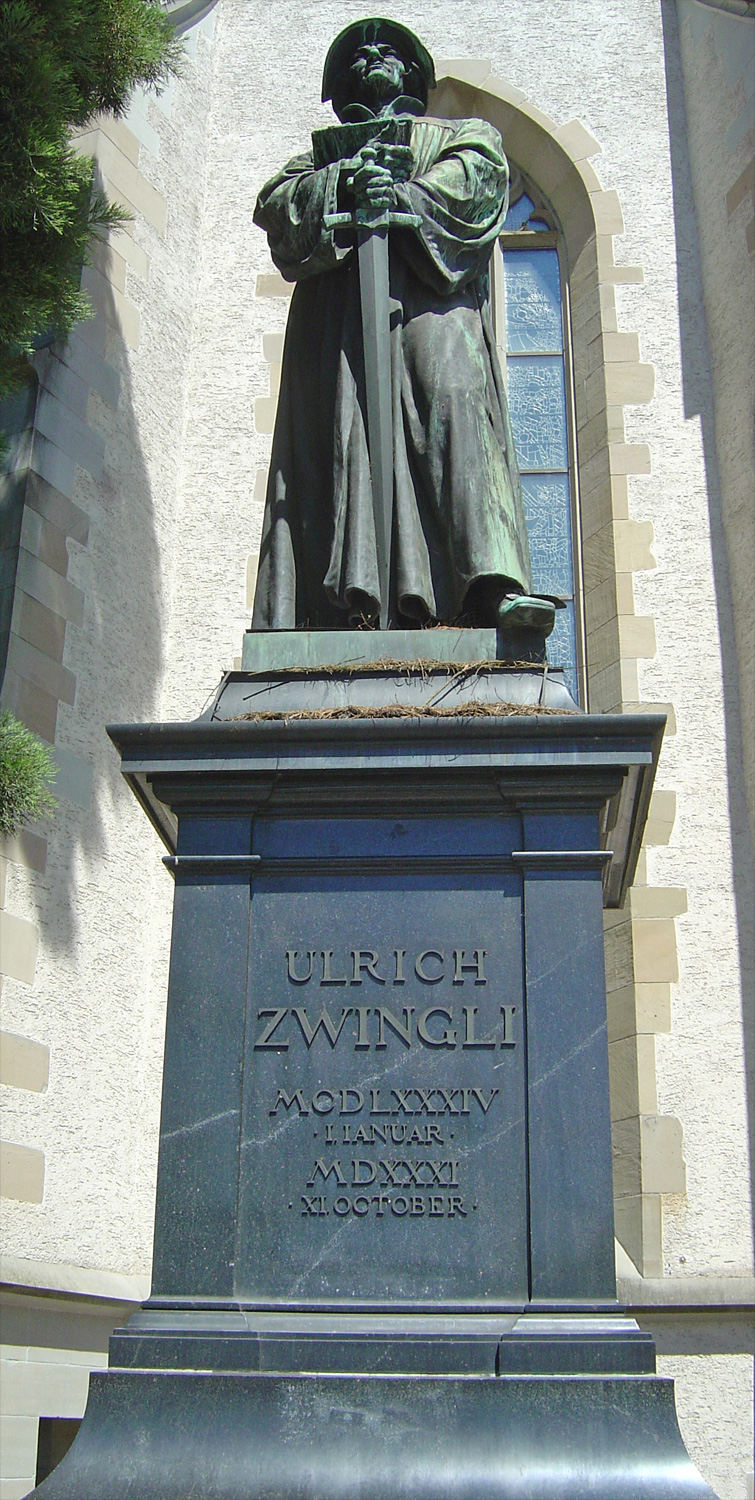
ツヴィングリ像
チューリヒのリマト川の岸辺に立っている。右手には聖書、左手に大剣、兜を被り、説教服の下は鎧で武装している

チューリッヒ教区説教者フルドリッヒ・ツヴィングリは説教においてはヴルガタを使用せず、エラスムスの『校訂ギリシア語新約聖書』を使用した。やがて旧来のカトリック的信仰理解を堅持する者たちとの間に徐々に疎隔が生じ、ドイツの広大な領邦に比べて狭小な地域共同体であるカントン(自治権を持つ州)の内部での対立は、たちまち先鋭化した。カントンはスイス革命により成立したヘルヴェティア共和国の時期に一般化したフランス語由来の用語である。それ以前は「邦」と呼ばれていた。ここではカントンと邦を区別せずに用いる。
1522年3月、受難節の断食期間が訪れた際、ツヴィングリ支持者は集まって乾いたソーセージを切り分けて食し、「聖書のみ」の考えを実践した。さらにツヴィングリは「食物の選択と自由」の説教をおこなうとチューリッヒ市参事会は支持し、チューリッヒはツヴィングリの福音主義の拠点となった。ツヴィングリは『最初にして最終的な弁明の書』をコンスタンツ司教に宛て、明確に「聖書のみ」を規範とすべきことを表明した。ツヴィングリ派とカトリック派の対立は激化したのでチューリヒ市参事会は1523年1月29日に公開討論を開催し、ツヴィングリは『67カ条の提題』で「聖書のみ」の原則を表明し、聖書に根拠がない教皇制度や祝祭日・修道制・独身制・煉獄を批判した。一方で教会の監督は信徒の集まりが行うべきであるとし、市参事会による宗教の管理を暗に正当化していた。さらに社会倫理について『神の義と人間の義』の説教をおこない、これによりこののちのチューリッヒにおける改革の枠組みが定まった。すなわちチューリッヒでの改革は都市共同体という政治秩序の積極的な関与の下におこなわれた。1524年6月には市内全域から聖像画・聖遺物・ステンドグラスが取り除かれ、12月には修道院がすべて閉鎖されて資産はカントンに接収された。そして1525年3月の復活節を境に、ミサは完全に廃絶され、替わって福音主義の聖晩餐が導入された。また同年6月には福音主義の司祭養成のためにカロリーヌムが開設された。
しかしウーリ・シュヴィーツ・ウンターヴァルデンなどの保守的なカントンは、チューリッヒに対して旧来の信仰への復帰を求め、チューリッヒを異端と断じて盟約からの追放を宣言した。しかし1528年1月に有力なベルンが福音主義に転じ、1529年2月にはバーゼルで民衆蜂起が起こり、こちらも福音主義に転じた。さらに盟約者団の外部であるが、近隣のザンクト・ガレンやコンスタンツでも福音主義が影響力を増し、福音主義のカントンと軍事同盟を結んだ。これを見てカトリック派のカントンも宿敵であったはずのハプスブルク家も巻き込んで軍事同盟を結成し、両者は同年6月、カッペルの野で対峙した（第一次カッペル戦争）。一触即発の危機が迫ったが、ここで両者は歩み寄り、「現状維持」を約束して和睦した（第一次カッペル和議）。福音主義に転向したカントンはその信仰を認められるが、カトリックのカントンへの布教を許されず、その逆も然りとされたのである。ここに信仰の「属地主義」、「一つの支配あるところ、一つの宗教がある ("Cujus regio, ejus religio")」が認められ、スイスは他のヨーロッパ諸国に先駆けて改革派とカトリックの共存する地域となった。

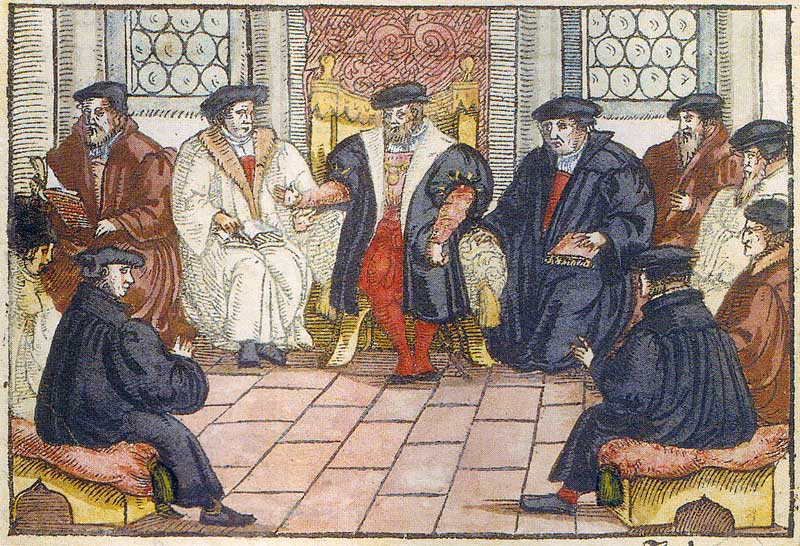
マールブルク会談

しかし、ツヴィングリは現状維持に不満で、福音主義の宣教を軍事的拡張によってでも実現すべきと考えるようになっていた。一方ドイツではルター派は皇帝の圧迫を受けて存亡の危機が迫っていたため、同盟者を必要としていた。ここにルターとツヴィングリの利害の一致点があり、1529年10月、ヘッセン方伯フィリップの斡旋により、マールブルク城でマールブルク会が開かれ、ルターとツヴィングリの間で軍事同盟と教義の一致が検討された。この会談において、両者の教義の多くの点で一致を見たものの、最終的には聖餐論を巡って鋭く対立し物別れに終わった。ルターは聖体拝領のパンと葡萄酒の中にキリストが実在しているという両体共存説をとっていたが、ツヴィングリはパンと葡萄酒は象徴に過ぎないと考えていた。

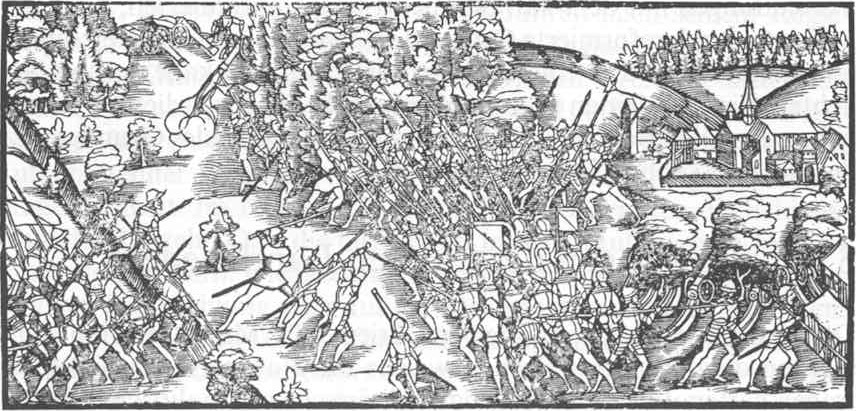
ツヴィングリが戦死した第二次カッペル戦争。1548年の図版

ツヴィングリはその後も強硬にカトリック諸州の軍事的制圧を主張したが、ベルンをはじめとする同盟諸邦の賛同を得られず、ベルンの提案にしたがってカトリック諸州に対し経済封鎖が実施されるに留まった。この経済封鎖によりカトリック諸州はたちまち困窮したため、軍事力に訴えざるをえなくなり、1531年10月4日カトリック諸州はカッペルに再度進軍し（第二次カッペル戦争）、これに対してツヴィングリは自らチューリヒ市民軍を率いて邀撃した。このときカトリック側8000に対し、チューリッヒの市民軍は数百に過ぎず、乱戦のさなかツヴィングリは戦死した。しかし福音主義派は反撃し、第一次カッペル和議をほぼ踏襲した第二次カッペル和議が締結され、スイスにおける宗教の属地主義が再確認された。スイスにおける福音主義は後継者ブリンガーに受け継がれ、カルヴァンの登場を待つこととなる。
ツヴィングリはルターやカルヴァンらのように重要な役割を果たした。ツヴィングリの思想は多くの点でルターとの一致を示すものの、ルターとは異なって人文主義やスコラ学の著しい影響が認められ、ルターの亜流とはいえない。A・フランツェンによれば、ツヴィングリがルターの影響を受けたのは1519年のライプツィヒ討論以後のことでしかも非常に限定的であり、1522年まではエラスムスの影響が顕著である。北ドイツの宗教改革に対し、スイスの宗教改革には人文主義の著しい影響が認められる。
ツヴィングリの福音主義思想の中で、明らかにルターと異なると認められる特徴は、その実践的な性格である。ルターは個人的な深い宗教的探求によってその思想を形成しカトリックを批判したが、ツヴィングリはより実践的な考慮によって、つまり生活上の慣習や社会通念における誤った宗教的理解を批判し、聖書に根拠のない聖人崇拝、修道制、独身制などは廃止されるべきで、生活全般が聖書のみによって規定されるべきで、宗教を含めた生活の監督は信徒の集まりによって、つまり教会ではない住民の自治組織によって行われるべきだとし、ツヴィングリはこのような自治組織の権威は神に由来し、聖書の解釈をする権威さえも保持していると考えた。ツヴィングリの晩年には、彼の信仰告白を受け入れる都市はスイスやドイツ南部にまで広がっていたが、死後それらの多くはカルヴィニズムに吸収された。

## カルヴァン

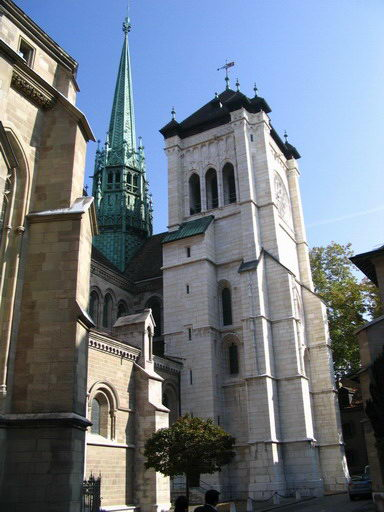
ジュネーヴのサン・ピエール教会
ここでカルヴァンは幾度となく説教を行った

1536年、ジュネーヴに滞在していたカルヴァンは、福音主義的改革を導入しようとしていたヴィルヘルム・ファレルに援助を懇請され、協力した。この年の5月、ベルンの援助を受けて福音主義に転じたジュネーヴであったが、いまだ改革の緒についたばかりで方針も定まっていなかった。1537年1月16日、カルヴァンら牧師団は市参事会に教会改革案を提出した。ただちに新しい「信仰告白」を含むカテキズムが刊行され、市民はこの「信仰告白」に対して宣誓を求められた。しかし、カルヴァンらはこの「信仰告白」が守られているか厳しく監督したために、市民の間に改革に対する抵抗感が芽生えた。また当初から市参事会は、カルヴァンらの主張の中に教会権を世俗の権力から独立させようとする意図があることに気づいていた。1538年4月23日新しい市参事会が発足すると、カルヴァンとファレルは追放され、カルヴァンはマルティン・ブツァーの勧めにより、ストラスブールのフランス人難民教会の説教師を務めることとした。この間1539年にカルヴァンはビューレンのイデレッテと結婚した。ジュネーヴで再び福音主義派が勢いを盛り返し、再び招聘を受けて1541年9月13日カルヴァンはジュネーヴへと帰還した。帰任早々の9月20日カルヴァンは「教会規定」を立法化し、牧師・教師・長老・執事という4職を定め、「神権政治」を開始した。牧師と教師は説教などを通じて司牧の役割を担い、聖書解釈の問題などについて定期的に審議した。長老は、牧師・教師とともに監督院を形成して、市内のどの家でも自由に立ち入ることができる権利を有し、市民生活を監督した。執事は教会施設の管理と救貧を担った。

「神権政治」開始後の最初の5年間に、56件の死刑判決と78件の追放がおこなわれ、反対派はことごとく弾圧された。1559年には神学大学が設立され、プロテスタント系の神学大学としては、すぐにヴィッテンベルク大学に勝るほどの勢いとなった。
カルヴァン死後の1566年にはツヴィングリ派との間で合同がなり、スイスの改革派は統一され勢力を強めた。ツヴィングリ派から分離発展した再洗礼派はその信仰を守る信者のみで共同体を構成しようとし、農村部では自治運動と結びつくこともあった。
カルヴァン主義はやがてフランスでは組織化されてユグノー戦争を惹起し、スコットランドにおいては1560年に国教会の地位を獲得した。
1600年ごろには、カトリック・プロテスタント各々のカントンのみによる分離会議が開かれていた。しかし、民衆の間で好まれた演劇などを考慮すれば、このような状況にもかかわらず、スイス人として自由と協調に基づいた国民意識が存在していたことを推測することが出来る。彼らにとって、ヴィルヘルム・テルやニコラウス・フォン・フリューエは相変わらず「古き良き盟約者団」の象徴であり、国民的英雄であった。

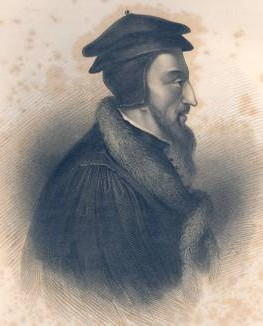
ジャン・カルヴァン
その非妥協で厳格な性格からか、生前から毀誉褒貶が定まらない

カルヴァンの政治思想には2つの要点がある。1つは教会を世俗権力から独立させること、もう1つは世俗権力に教会の目的への奉仕をさせることである。彼は教権と俗権という「二本の剣」は分離不可の関係ではあるが、明確に弁別されるべきであると述べた。
カルヴァンはアウグスティヌスに従って、教会を、神によって定められた独自の権威を持つものと考える。彼はこの世には見える教会と見えない教会があるという。見えない教会は正しい信徒の作る精神的な共同体で、時間と空間の制約を受けない。見える教会は信徒が集まって、儀礼や礼拝、説教が行われる場所で、この見える教会においては成員すべてが必ずしも完全な信仰を有しているわけではない。そのため見える教会は成員すべてを完全な信仰に導くために、規律を必要とし、内部に政治が必要とされるのである。そのため教会の幹部は道徳を含む世俗の問題に対しても判決を出すことが出来る。
一方世俗権力の担い手である国家は、真の宗教、正しい信仰を広めるためのものである。もちろん既存国家の中には必ずしも完全な信仰に合致していない場合もあるが、そのような国家に対して反抗することは絶対に許されない。もし抵抗を認めてしまえば、無秩序に陥る恐れがあり、またそもそも神の力によって、誤った状態は長く続くことはないと考えられるからである。
カルヴァンは、理不尽な権力者に対しては殺害してもよいというユグノー派のモナルコマキ(暴君放伐論)の政治理論の先駆けともされる。